# Campeonato Europeu de Halterofilismo de 1914
O 18º Campeonato Europeu de Halterofilismo foi realizado em Viena, na Áustria entre 17 a 18 de julho de 1914. Foram disputadas cinco categorias.

## Medalhistas
| Evento    | Ouro                    | Ouro     | Prata                        | Prata    | Bronze                       | Bronze   |
| --------- | ----------------------- | -------- | ---------------------------- | -------- | ---------------------------- | -------- |
| 60 kg     | Emil Kliment · Áustria  | 327,0 kg | Walter Kraal · Áustria       | 310,0 kg | Theodor Wagenstein · Áustria | 297,0 kg |
| 67,5 kg   | Josef Schwabl · Áustria | 342,0 kg | Peter Prinz · Áustria        | 320,0 kg | Hugo Gold · Áustria          | 315,0 kg |
| 75 kg     | Karl Swoboda · Áustria  | 360,5 kg | Franz Zuba · Áustria         | 360,0 kg | Josef Kammerer · Áustria     | 326,0 kg |
| 82,5 kg   | Hans Abraham · Alemanha | 402,0 kg | Ferdinand Skalnik · Alemanha | 370,0 kg | Adolf Bartasek · Áustria     | 355,0 kg |
| + 82,5 kg | Franz Trenz · Áustria   | 415,0 kg | Georg Schrammel · Áustria    | 398,0 kg | Josef Pung · Áustria         | 395,0 kg |

## Quadro de medalhas
| Ordem | País     | Medalha de ouro | Medalha de prata | Medalha de bronze | Total |
| ----- | -------- | --------------- | ---------------- | ----------------- | ----- |
| 1     | Áustria  | 4               | 4                | 5                 | 13    |
| 2     | Alemanha | 1               | 1                | 0                 | 2     |
| Total | Total    | 5               | 5                | 5                 | 15    |